# Český filmový a televizní svaz FITES
Český filmový a televizní svaz FITES, z.s., je sdružením českých pracovníků (autorů a výkonných umělců) v audiovizi. Působí na území České republiky a sídlí v Praze.

## Historie
Zpočátku byli audiovizuální tvůrci včleněni jako filmová sekce do Svazu československých divadelních umělců (SDČU). Předsedou této sekce, ustavené na konferenci 28. října 1959, byl režisér Jiří Sequens. Slovenská filmová sekce SČDU byla ustavena v Bratislavě 9. listopadu 1959. Předsedou sekce hraného filmu byl zvolen v roce 1961 Radúz Činčera a o rok později Elmar Klos. V roce 1961 byl SČDU rozdělen na dualistický Svaz československých divadelních a filmových umělců (SČDFU). Stále ještě v rámci SČDFU se 25. ledna 1964 pracovníci Československé televize ustavili jako samostatná sekce, jejíž hlavní náplní byla obrana rozvíjející se kritické televizní publicistiky a veškeré kultivované tvorby.
Vzhledem k odlišné tvůrčí práci v divadle a filmu byl 30. listopadu 1965 v Praze ustaven Svaz československých filmových a televizních umělců FITES. Zakladateli byli reformní komunisté a nestraníci, například skladatel a aranžér PhDr. Emil Ludvík, filmový scenárista Vladimír Valenta a režisér Jiří Krejčík. Předsedou byl zvolen režisér Martin Frič, vedoucím sekretariátu Ludvík Pacovský. Po úmrtí Martina Friče v létě 1968 byl zvolen předsedou režisér Štefan Uher a poté Elmar Klos. Po federalizaci Československa 1. ledna 1969 se FITES na svém druhém sjezdu v únoru 1969 rozdělil na český a slovenský svaz (ČeFITES a SloFITES) s federálním výborem.
Během pražského jara se FITES stal jeho důležitou součástí a z jeho řad se ozývaly kritické hlasy volající po větší svobodě slova a demokratizaci. Po srpnových událostech se výbor FITESu důrazně postavil proti sovětské okupaci Československa. Dne 17. dubna 1969 Alexander Dubček abdikoval a do čela KSČ byl zvolen Gustáv Husák. S ním nastoupila normalizace. V lednu 1970 byla rozhodnutím Ministerstva vnitra činnost ČeFITES a SloFITES zakázána, stejně jako vydávání Filmových a televizních novin (byly vydávány od roku 1967). FITES tak na dvacet let zanikl.
V roce 1990 byl FITES znovuzaložen jako Unie českého filmového svazu a Českého televizního svazu, coby ochranná organizace proti veškerým formám reglementace audiovizuální tvorby, k reflektování etické problematiky v nové realitě a k účasti při obnově mravního vědomí společnosti. Oba svazy se v roce 1994 sloučily v jeden Filmový a televizní svaz. V roce 1991 bylo obnoveno udílení cen Trilobit, poprvé udělených v roce 1966. Roku 1993 se v brněnském Divadle Bolka Polívky konal 1. ročník přehlídky české dokumentární a krátkometrážní tvorby (v roce 1997 byla přehlídka přenesena do Prahy) a v roce 1994 se uskutečnil první ročník Cen Františka Filipovského za dabingovou tvorbu, konaný v Přelouči. V roce 1995 se konal první Čtvrtletník, pravidelná panelová diskuse v klubu MAT věnovaná aktuálním otázkám audiovize. V roce 1995 se stal FITES v rámci znovuoživené Rady uměleckých obcí kolektivním členem Evropské asociace umělců.
FITES vydává od roku 2002 jednou za dva měsíce časopis Synchron.
Historii FITES zpracovala Jarmila Cysařová.

## Předsedové Výkonného výboru FITES
- 1965–1968 Martin Frič
- 1968–1970 Štefan Uher (SloFITES)
- 1968–1970 Elmar Klos[11] (ČeFITES)
- 1990–1992 Zdenek Sirový
- 1992–1994 Vlastimil Venclík
- 1994–2000 Martin Skyba
- 2000–2009 Jan Kraus
- 2009–2012 Martin Skyba
- 2012–2014 Olga Sommerová
- 2014–2020 Martin Vadas[12]
- od 2020 – Jaroslav Černý

## Poslání a činnost FITES
FITES dle svých stanov „sdružuje a hájí audiovizuální tvůrce, podněcuje trvalou výměnu názorů v české audiovizuální kultuře. Zasazuje se o uplatňování humanity, mravnosti, demokracie a tvůrčí svobody v oblasti audiovizuální tvorby a v médiích.“
Celoročně se věnuje a pořádá:
- udílení cen Trilobit[14] za audiovizuální tvorbu
- udílení cen Františka Filipovského[15] za tvorbu v dabingu
- vydávání profesního časopisu Synchron
- pořádání odborných konferencí, seminářů, panelových diskusí
- reagování na závažná společenská a politická dění, která ovlivňují kulturní oblast
- snaha o změnu legislativy při volbě členů mediálních rad
- reagování na situace v audiovizuální oblasti[16]
- spolupráce s ostatními profesními organizacemi
- návrhy kandidátů do komisí a rad v audiovizi a kultuře
- nominace na ocenění

## Pravidelné akce FITES
- Trilobit 1966–1969, cena obnovena 1991[17]
- Přehlídky české dokumentární a krátkometrážní tvorby – od 1993
- Ceny Františka Filipovského – od 1994
- Čtvrtletníky FITES – od 1995